# Ron Hauge
Ron Hauge est un scénariste et producteur américain. Il est principalement connu pour son travail sur les séries télévisées Ren et Stimpy et Les Simpson.

## Filmographie

### Scénariste

#### PourLes Simpson
| Année | Titre                                                      | Titre original                                        | Saison | Épisode | Réalisateur          |
| ----- | ---------------------------------------------------------- | ----------------------------------------------------- | ------ | ------- | -------------------- |
| 1997  | La Phobie d'Homer                                          | Homer's Phobia                                        | 8      | 15      | Mike B. Anderson     |
| 1997  | Un chien de ma chienne                                     | The Canine Mutiny                                     | 8      | 20      | Dominic Polcino      |
| 1997  | Un Noël d'enfer                                            | Miracle on Evergreen Terrace                          | 9      | 10      | Bob Anderson         |
| 1998  | Pour l'amour de Moe                                        | Dumbbell Indemnity                                    | 9      | 16      | Dominic Polcino      |
| 1998  | Homer, garde du corps                                      | Mayored to the Mob                                    | 10     | 9       | Swinton O. Scott III |
| 1999  | Simpson Horror Show X - La vie est un pépin et on en meurt | Treehouse of Horror X - Life's a Glitch, Then You Die | 11     | 4       | Pete Michels         |
| 2000  | Missionnaire impossible                                    | Missionary: Impossible                                | 11     | 15      | Steven Dean Moore    |

#### Autre
- 1990-1993 : In Living Color (8 épisodes)
- 1991 : The Carol Burnett Show (1 épisode)
- 1993 : Rocko's Modern Life (5 épisodes)
- 1993-1995 : Ren et Stimpy (18 épisodes)
- 1994-1995 : Seinfeld (2 épisodes)

### Producteur
- 1997-2010 : Les Simpson (241 épisodes)